# Plexippoides validus
Plexippoides validus là một loài nhện trong họ Salticidae.
Loài này thuộc chi Plexippoides. Plexippoides validus được Xie & Chang-Min Yin miêu tả năm 1991.